# Кусиро (провинция)
Провинция Кусиро (яп. 釧路国 кусиро но куни, «Страна Кусиро») — историческая провинция Японии на острове Хоккайдо, существовавшая в 1869—1886 годах. Одна из 11 провинций Хоккайдо. Соответствует современной области Кусиро и части области Абасири префектуры Хоккайдо.

## Уезды провинции Кусиро
Провинция была разделена на 7 уездов:
- Абасири (яп. 網尻郡)
- Акан (яп. 阿寒郡)
- Аккэси (яп. 厚岸郡)
- Асёро (яп. 足寄郡)
- Каваками (яп. 川上郡)
- Кусиро (яп. 釧路郡)
- Сиранука (яп. 白糠郡)